# ウィロビー・ハミルトン
ウィロビー・ハミルトン（Willoughby Hamilton, 1864年12月9日 - 1943年9月27日）は、アイルランド・キルデア県モナスタヴァン出身の男子テニス選手。フルネームは Willoughby James Hamilton （ウィロビー・ジェームズ・ハミルトン）という。
1890年のウィンブルドン選手権男子シングルス優勝者で、アイルランドのテニス選手として最初のウィンブルドン優勝者になった。

## 来歴
彼は容姿が“青ざめた、虚弱な人”のように見えたことから“Ghost”（ゴースト、幽霊）というニックネームで呼ばれた。テニス文献でも「ゴースト・ハミルトン」（Ghost Hamilton）と記載されることがある。彼のテニスは、走りながら打つフォアハンド・ストロークが特徴的で、その技術は「アイルランドのドライブ・ショット」（Irish Drive）と呼ばれた。
ハミルトンはテニスと並んでサッカーにも優れた才能を発揮し、サッカーのアイルランド代表選手を務めたこともあった。彼がウィンブルドン選手権に初出場した1886年は、ウィリアムとアーネストの「レンショー兄弟」の全盛時代であった。1886年にハーバート・ローフォードとの準々決勝まで進出したハミルトンに、いつの間にか“ゴースト”のニックネームがついた。地元の「アイルランド選手権」で活躍しながら、ハミルトンは1888年と1889年の2年連続でウィンブルドン選手権の「チャレンジ・ラウンド」（挑戦者決定戦）準決勝に勝ち上がった。1890年、この「ゴースト・ハミルトン」がレンショー兄弟の時代を終わらせた。
1890年のウィンブルドン選手権「チャレンジ・ラウンド」決勝で、ハミルトンはハリー・バーロウ（1860年 - 1917年）を破り、初めての「オールカマーズ・ファイナル」出場権を得た。当時のウィンブルドン選手権は「チャレンジ・ラウンド」から「オールカマーズ・ファイナル」への流れで優勝を決定したが、大会前年優勝者は無条件でオールカマーズ決勝に出場できたことが、現在のシステムと大きく異なる。前年優勝者のウィリアム・レンショーは、このシステムのもとで1881年-1886年・1889年に男子シングルス6連覇を含む「7勝」を挙げていた。そのW・レンショーに対して、ハミルトンは 6-8, 6-2, 3-6, 6-1, 6-1 のスコアで勝ち、ほぼ10年に及んだ「レンショー兄弟」の時代がここで終わりを迎えた。1890年の女子シングルスではレナ・ライスが優勝し、ハミルトンとライスはウィンブルドン史上初のアイルランド人優勝者になった。
しかし、ハミルトンは間もなく敗血症を患い、1891年の大会に前年優勝者として出場できなくなった。アイルランド人選手としてのウィンブルドン初優勝から53年後、「ゴースト・ハミルトン」ことウィロビー・ハミルトンは、1943年9月27日にアイルランドの首都ダブリンにて78歳で死去した。

## 主な成績
- ウィンブルドン選手権　男子シングルス優勝：1890年
- アイルランド選手権　男子ダブルス：3勝（1886年-1888年）／男子シングルス・混合ダブルス1勝（1889年）